# Docirava brunnearia
Docirava brunnearia là một loài bướm đêm trong họ Geometridae.